# Тимергалина, Шарифа Тимергазеевна
Шарифа Тимергазеевна Тимергалина (31 января 1910 — 26 февраля 1939) — депутат Верховного Совета СССР (1 созыва — 1937—1938). Заместитель председателя, председатель областного бюро юных пионеров Башкирского обкома ВЛКСМ (1929—1931), первый секретарь Башкирского обкома ВЛКСМ (1931—1936), заместитель заведующего, заведующий отделом учащейся молодежи ЦК ВЛКСМ, секретарь ЦК ВЛКСМ (1936—1938).

## Биография
Родилась в д. Канзафарова Оренбургской губернии в многодетной семье крестьянина-бедняка.
Выпускница 1929 года первой башкирской школы для детей-сирот им. Ленина. Избиралась секретарем комсомольской ячейки.
С мая 1929 по апрель 1931 года работала заместителем председателя, председателем Башкирского областного бюро юных пионеров. На её первом проведённом слёте пионеров их число увеличилось в 1,5 раза и достигло 30 тысяч.
Член КПСС с 1931 года.
В 1931 году стала заведующей отделом культуры и пропаганды Башкирского областного комитета ВЛКСМ, с сентября по декабрь 1931 года - 2-й секретарь, до мая 1936-го - 1-й секретарь.
В мае 1936 года начала работать в ЦК ВЛКСМ с должности заместителя заведующего Отделом учащейся молодёжи. В 1937 году стала заведующей.
28 августа 1937 года была назначена секретарём ЦК ВЛКСМ. Покинула должность 15 сентября 1938 года.
С сентября по ноябрь 1938 года работала редактор Сектора национальной литературы «Детиздата».
Была арестована 29 ноября 1938 года, расстреляна 26 февраля 1939 года, реабилитирована в 1956 году.
Уделяла большое внимание женскому движению. По её инициативе в октябре 1935 года был проведен I Всероссийский съезд женской молодежи. Входила в состав советской делегации в антивоенном женском конгрессе в Париже. Выступала за ликвидацию безграмотности среди молодежи и об усилении защиты прав женщин на 10 съезде комсомола. 

## Память
В её родной деревне Канзафарово установлен памятник, а в селе Кунашак в честь неё названа улица.